# Sugkarp
Sugkarp (Catostomus catostomus) är en fiskart som först beskrevs av Forster, 1773.  Sugkarp ingår i släktet Catostomus och familjen Catostomidae. Arten har ej påträffats i Sverige.

## Underarter
Arten delas in i följande underarter:
- C. c. lacustris
- C. c. catostomus